# Colpotrochia jozankeana
Colpotrochia jozankeana är en stekelart som beskrevs av Tohru Uchida 1930. Colpotrochia jozankeana ingår i släktet Colpotrochia och familjen brokparasitsteklar. Utöver nominatformen finns också underarten C. j. fukiensis.